# Retenue collinaire du Piton Marcelin
La retenue collinaire du Piton Marcelin est une grande retenue collinaire de l'île de La Réunion, département d'outre-mer français dans le sud-ouest de l'océan Indien.

## Géographie
Située au cœur de la Plaine des Cafres, sur le territoire de la commune du Tampon, elle a été construite entre novembre 2017 et août 2019.

## Irrigation
Elle sert à fournir en eau les agriculteurs du plateau qu'elle surplombe, principalement les éleveurs de bovins.